# Przedsiębiorstwo Komunikacji Samochodowej w Cieszynie
Przedsiębiorstwo Komunikacji Samochodowej w Cieszynie Sp. z o.o. – historyczny przewoźnik podległy Skarbowi Państwa, prowadzący usługi przewozu pasażerskiego głównie na terenie powiatu cieszyńskiego. Siedziba spółki znajdowała się w budynku dworca PKS w Cieszynie przy ul. Korfantego 23, przedsiębiorstwo posiadało również zajezdnię autobusową przy ul. Górnej 21 w Cieszynie oraz oddział w Wiśle znajdujący się przy ul. 1 maja.
Spółka obsługiwała linie z cieszyńskiego i wiślańskiego dworca PKS do: Chybia, Strumienia, Zarzecza, Gliwic, Cisownicy, Ustronia Lipowca, Wisły, Jaworzynki, Koniakowa, Bielska-Białej, Skoczowa, Szczyrku Białego Krzyża.
Głównymi konkurentami PKS-u byli:
- WISPOL, który wykonywał ówcześnie linie do Koniakowa, Wisły Malinki oraz kilka mniejszych linii;
- LINEA-TRANS który obsługiwał linie do Jastrzębia-Zdroju, Marklowic Górnych, Brennej i Chybia;
- TRANSBUS z Ustronia obsługujący linie do Hażlacha Dębów/Rudnika Centrum i Lesznej Podlesia.

Aby nie wpaść w jeszcze większe długi jakie miał przewoźnik, zarząd postanowił drastycznie obciąć głównie kursy weekendowe i linie. I tak z dniem 11 września 2010 r. PKS z Cieszyna nie wykonuje żadnych kursów np. z Cieszyna do Katowic. Obcięto kursy do Lesznej Górnej, a w niedziele i święta do Wisły. W dni robocze zlikwidowano kursy do Ustronia Zawodzia.
Po postawieniu spółki w stan likwidacji w lutym 2012 zapowiedziano redukcję kursów na przestrzeni kilku następujących miesięcy, tak aby likwidator mógł w ciągu 1,5 roku wykreślić przedsiębiorstwo z rejestru spółek Skarbu Państwa.
Od marca 2012 roku obcięto kursy w niedziele i święta z Cieszyna do Chybia oraz we wszystkie dni tygodnia z Wisły do Wisły Czarne, Wisły Jawornika, Wisły Łabajowa i Wisły Malinki.
Od kwietnia i czerwca 2012 roku zlikwidowano około 200 kursów.
Od lipca 2012 roku przedsiębiorstwo obsługiwało tylko linie dalekobieżne do Krakowa, Krosna i Kołobrzegu.
W dniu 26 października 2012 PKS Cieszyn zakończył działalność przewozową. Od 27 października 2012 linie z Cieszyna do Krakowa i Krosna oraz z Wisły do Krakowa przejęła firma „TRAF-LINE”.
W grudniu 2012 roku nastąpiło wyburzenie dworca PKS przy ul. Korfantego 23.